# 吉田元子
吉田 元子（よしだ もとこ、1971年 - ）は、日本の法学者。東京都出身。関西学院大学法学部教授。専門は、民事手続法、比較法（EU）。

## 人物・経歴
東京都出身。上智大学法学部卒業、同大学院法学研究科博士前期課程修了。2000年、ドイツ・レーゲンスブルク大学にて法学博士取得。2002年、上智大学にて博士（法学）取得。
南山大学法学部専任講師等を経て、現在、関西学院大学法学部教授、上智大学ヨーロッパ研究所客員所員。